# Paso de Carrasco
Paso de Carrasco é uma cidade do Uruguai localizada no departamento de Canelones.

## História
Em 15 de outubro de 1963 o status da localidade foi elevado para "Pueblo" (aldeia) pela Lei Nº 13.167. Em 19 de outubro de 1994, o status da agora aldeia foi novamente alterado e elevado para "Ciudade" (cidade) pela Lei Nº 16.608.

## População
De acordo com o censo de 2011, Paso de Carrasco tinha uma população de 15.908 habitantes.